# Berghem (Mark)
Pour les articles homonymes, voir Berghem (homonymie).
Berghem est une localité de Suède située dans la commune de Mark du comté de Västra Götaland. Elle couvre une superficie de 0,79 km2. En 2010, elle compte 360 habitants.